# Salacca wallichiana
Salacca wallichiana är en enhjärtbladig växtart som beskrevs av Carl Friedrich Philipp von Martius. Salacca wallichiana ingår i släktet Salacca och familjen Arecaceae. Inga underarter finns listade i Catalogue of Life.

## Bildgalleri

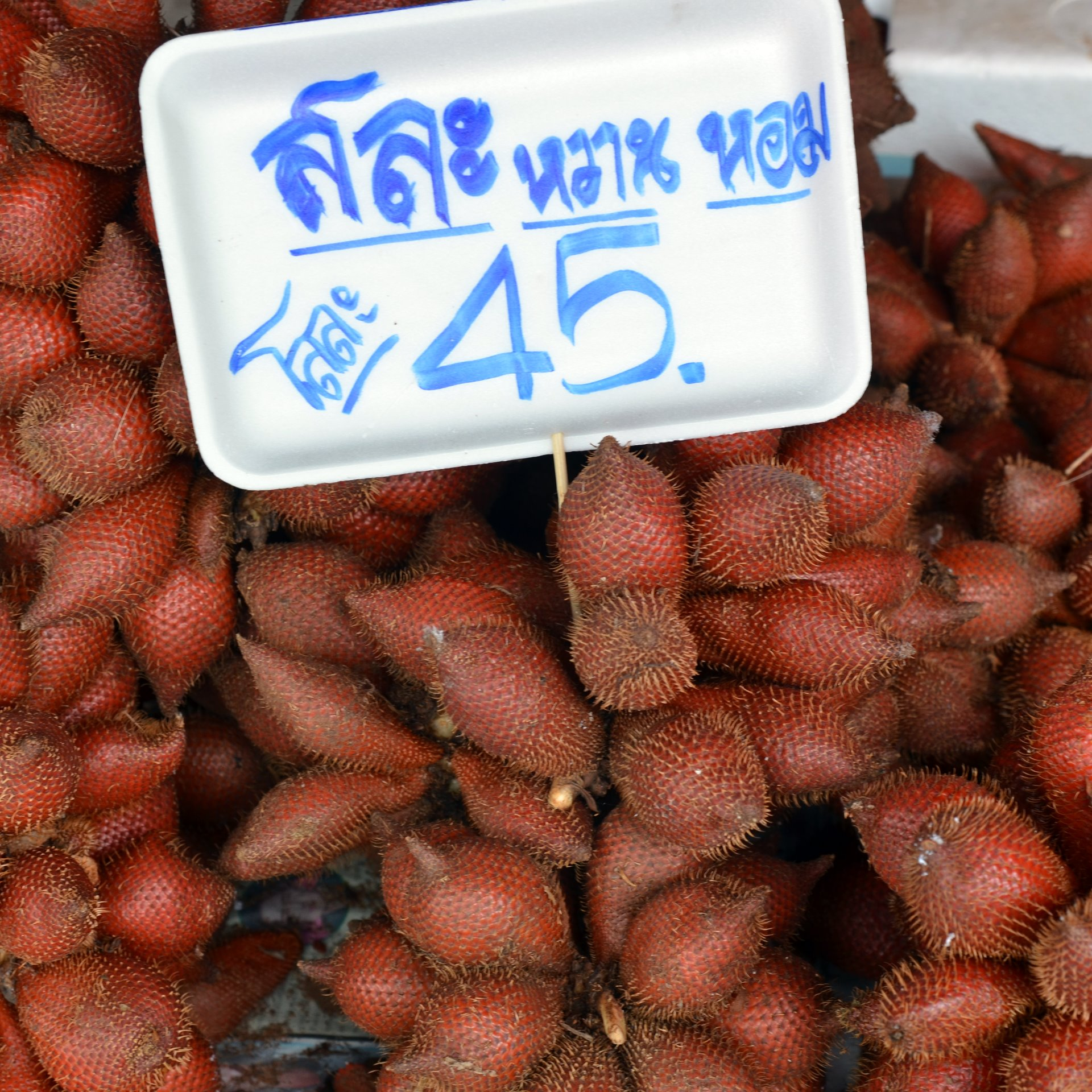
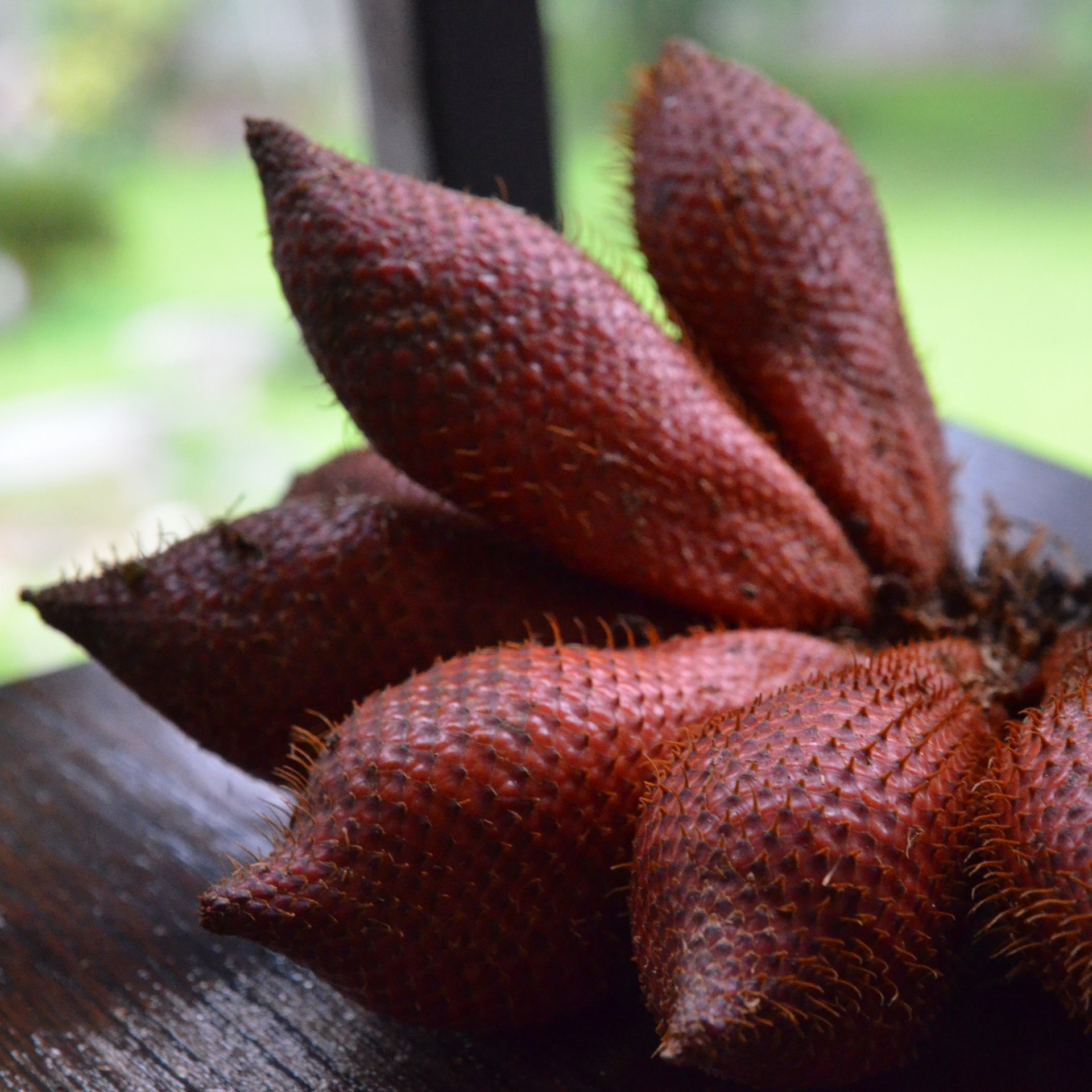
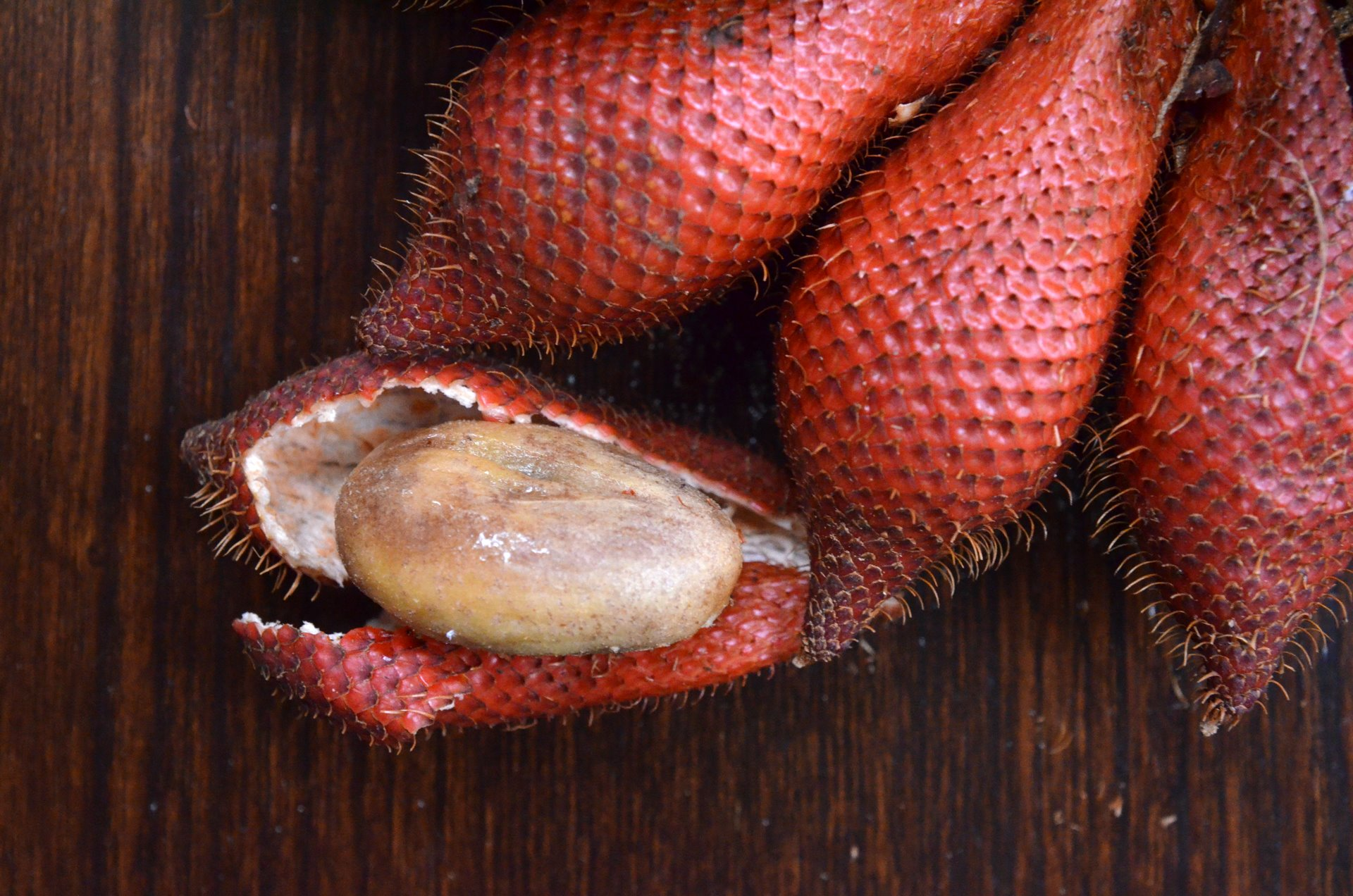